# سیارک ۱۴۳۳
سیارک ۱۴۳۳ (به انگلیسی: 1433 Geramtina، نامگذاری:1937UC) هزار و چهارصد و سی و سومین سیارک کشف شده‌است که در ۳۰ اکتبر ۱۹۳۷ کشف شد.
قدر مطلق سیارک برابر ۱۱٫۴۰ است.